# Bedevaartbasiliek Maria-Visitatie (Werl)
De Bedevaartbasiliek Maria-Visitatie (Duits: Wallfahrtsbasilika Mariä Heimsuchung) is een katholieke bedevaartkerk in de Westfaalse plaats Werl. De kerk kreeg op 16 oktober 1953 van paus Pius XII de status van basilica minor.

## Geschiedenis
De kerk werd in de jaren 1904-1906 naar ontwerp van Wilhelm Sunder-Plaßmann in neoromaanse stijl gebouwd. In de kerk wordt het 12e-eeuwse genadebeeld van Onze Lieve Vrouwe van Werl bewaard, ook Troosteres der Bedroefden genoemd. De consecratie van het godshuis vond op 24 mei 1911 plaats en werd door bisschop Karl Joseph Schulte van Paderborn verricht. De kerk werd gebouwd omdat de oude bedevaartskerk de stroom pelgrims niet meer aan kon. Het was de bedoeling dat de oude kerk na de bouw van de nieuwe kerk zou worden afgebroken. De afbraak werd echter met succes verhinderd door beschermers van monumenten en dus staat naast de huidige bedevaartkerk ook tegenwoordig nog de oude bedevaartkerk, die een rijke barokke inrichting bezit.
Vanaf 1849 namen de Franciscanen de leiding van de bedevaart over. In 1875 werden de Franciscanen tijdens de Kulturkampf uit Werl verdreven, maar ze keerden in 1887 terug. De Franciscanen gaven vervolgens de aanzet tot de bouw van de nieuwe kerk op de plaats van het voormalige klooster, dat in de 17e eeuw door Capucijner monniken werd opgericht. Enige meters verder verrezen naast de huidige basiliek nieuwe kloostergebouwen.
De nieuwe bedevaartkerk werd herhaaldelijk opnieuw ingericht. In de jaren 1960-1961 maakte het rijke interieur uit de bouwtijd bij een renovatie plaats voor een nuchtere en voor die tijd moderne inrichting. De bedoeling was dat alle aandacht op het genadebeeld, het altaar en het tabernakel werd gevestigd. Bij volgende renovaties in de jaren 1983-1984, 1999 en de grote verbouwing van november 2002 tot maart 2003 werden de eerdere wijzigingen voor een belangrijk deel ongedaan gemaakt en kreeg de kerk weer een levendig interieur.

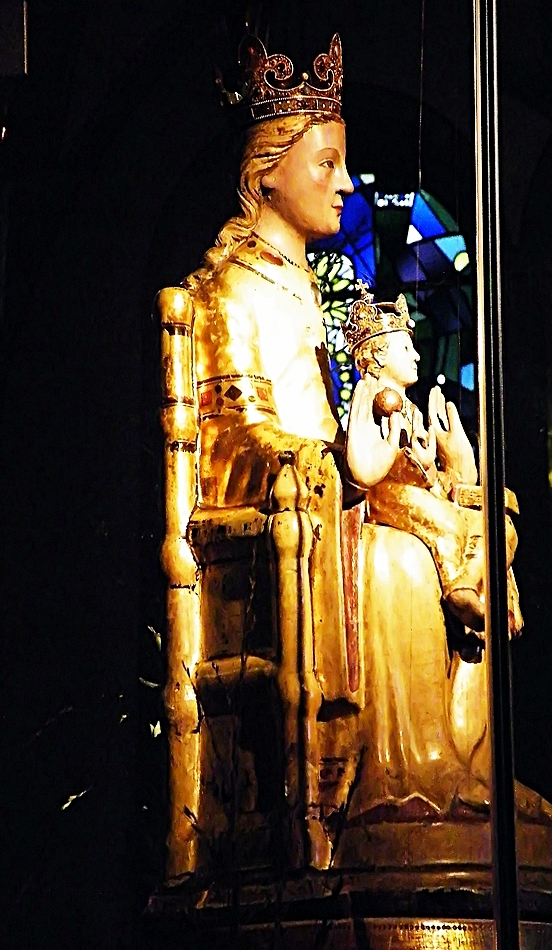
Het genadebeeld

## Het genadebeeld
Het genadebeeld betreft een tronende Madonna. Het uit elzen- en eikenhout gesneden beeld dateert uit het eind van de 12e eeuw en werd volgens de laatste onderzoeken in het Rijnland of Westfalen gemaakt. Onduidelijk is voor wie het Mariabeeld oorspronkelijk werd gemaakt. In het jaar 1351 wordt het in verband met een processie in Soest als Onse Vrowen tor wese vermeld. Waarschijnlijk stond het beeld in de vanaf het jaar 1313 gebouwde Mariakerk te Soest. Daar werd het beeld tot de reformatie in 1531 vereerd. Na de reformatie werd het beeld uit de kerk verwijderd en ergens schuil gehouden, totdat het beeld in 1661 opdook in Werl en opnieuw grote verering verwierf.
In de 13e eeuw werd het beeld met een dun stuclaagje bekleed en vervolgens verguld, de sierstenen werden eveneens beschilderd. Het gezicht en de haren van Maria en de haren van het Kind Jezus werden in de 14e eeuw van een stuclaagje voorzien. In de tweede helft van de 15e eeuw werden de huidtinten aangebracht. De Madonna is sinds 1911 gekroond.

## Klokken
De bedevaartkerk bezit in totaal 11 klokken. Het hoofdgelui bestaat uit zeven klokken met de tonen c'-es'-f'-g'-b'-c"-d" en is over de beide westelijke torens verdeeld. In de dakruiter hangen twee kleine klokken (es" en f"). In de dakruiter van de oude bedevaartkerk hangen twee historische klokken (g" en as").

## De bedevaart
De bedevaart naar Werl vertoont nog altijd een grote belangstelling. In het jaar 2011 vierde men het 350-jarig bestaan van de bedevaart. Het aantal pelgrims en groepen bedevaartgangers vertoonde in dat jaar ten opzichte van voorgaande jaren een forse stijging. Met name in de Mariamaanden mei en oktober is de toeloop naar Werl groot. Tijdens het patroonsfeest komen enige duizenden mensen in groepen uit omliggende plaatsen naar Werl. In de week na het feest van Maria Visitatie vindt de processie van Werne naar Werl plaats.
In het mirakelboek van Werl Documenta notariala de miraculis zijn de wonderen opgetekend die op voorspraak van Maria zouden hebben plaatsgevonden. De verzameling akten uit de periode 1661-1863 zijn in het Latijn of het Duits opgesteld, deels van zegels voorzien, door getuigen bevestigd en telkens door een notaris of een priester ondertekend.

## Afbeeldingen

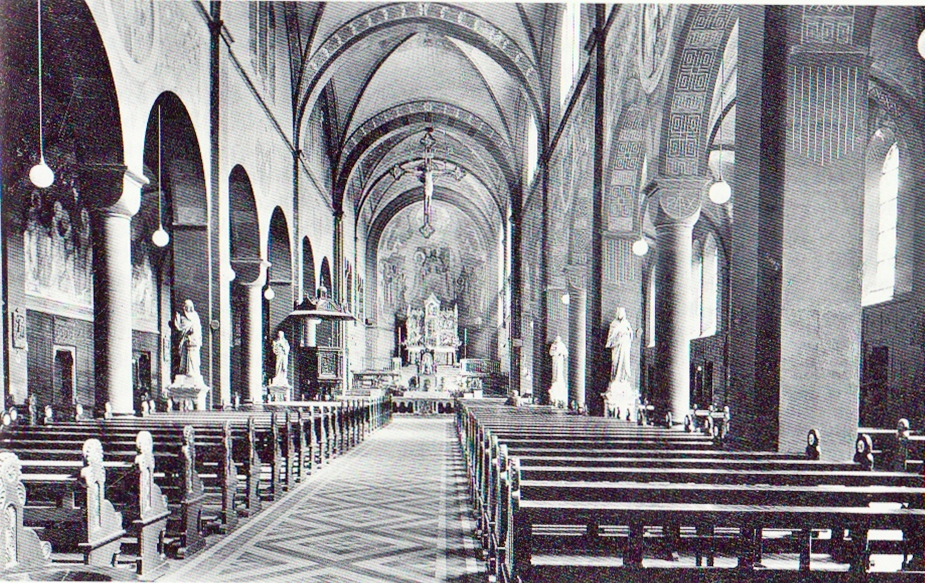
De kerk in 1928
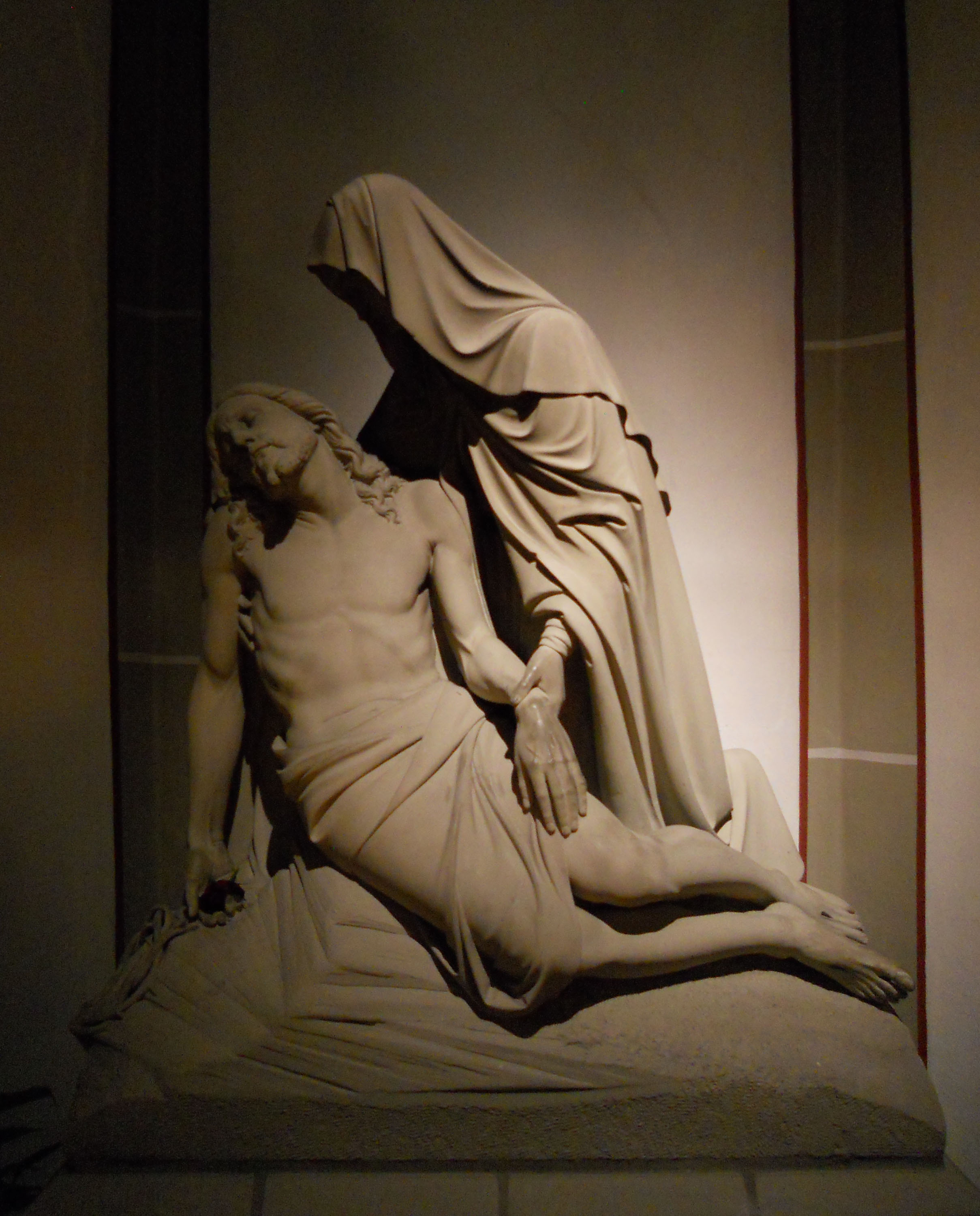
Pièta
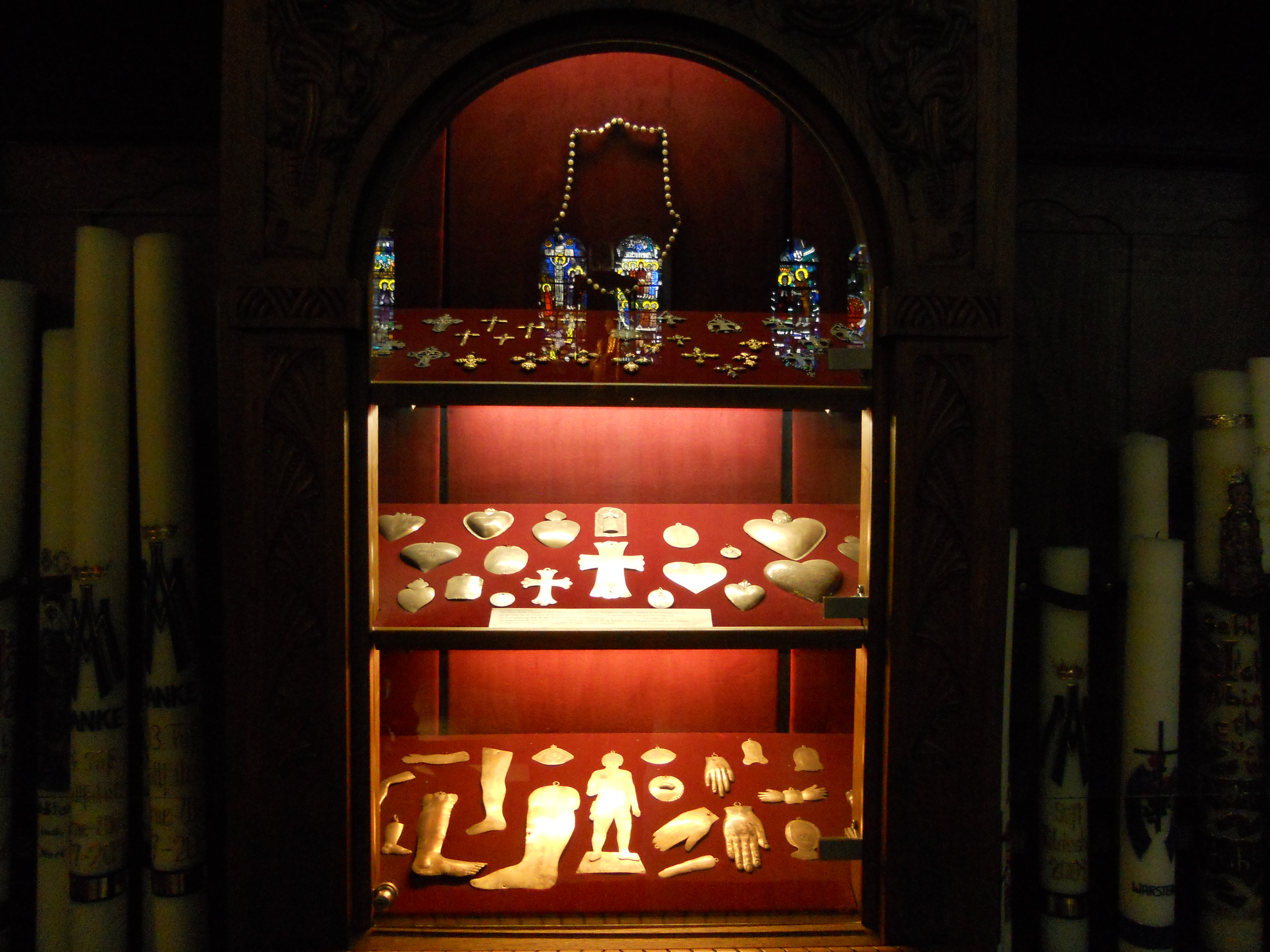
Votiefgaven
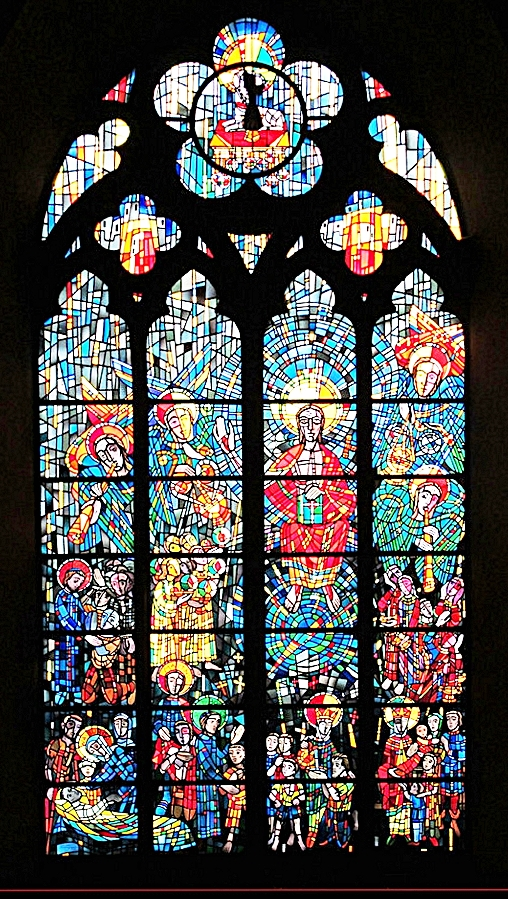
Kerkvenster